# مصطفی جلال
مصطفی جلال (عربی: مصطفى جلال؛ زادهٔ ۲ فوریهٔ ۱۹۸۳) یک بازیکن فوتبال اهل قطر است.

## باشگاهی
از باشگاه‌هایی که در آن بازی کرده‌است می‌توان به الخور اشاره کرد.

## تیم ملی
وی همچنین در تیم ملی فوتبال قطر بازی کرده است.